# St. Hallvard

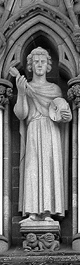
Statue von St. Hallvard an der Westfront des Nidarosdom

St. Hallvard (norwegisch: Hallvard Den Hellige, Patronym: Hallvard Vebjørnsson; * um 1020; † um 1043) ist ein norwegischer Heiliger und der Schutzpatron der norwegischen Hauptstadt Oslo. Sein Feiertag ist der 15. Mai.
Geboren wurde Hallvard als Sohn von Vebjørn und Torny auf dem Hof Husaby in Lier bei Drammen in Norwegen. Er war Christ und über seine Mutter Torny mit König Olav II. Haraldsson verwandt.
Überliefert ist folgende Sage:
An einem Maitag im Jahre 1043 wollte Hallvard in einem Boot über den Drammensfjord rudern, als eine Frau (vermutliche eine Thrall) angelaufen kam und ihn bat, sie über den Fjord zu rudern, weil sie unschuldig des Diebstahls bezichtigt würde und nun vor drei Männern auf der Flucht sei. Hallvard glaubte ihr, und als die Verfolger das Boot erreichten, weigerte er sich, die Frau auszuliefern. Daraufhin schoss ihm einer der drei mit einem Pfeil in den Hals und tötete ihn. Dann erschlugen sie auch die Frau und versuchten Hallvard mit einem Stein beschwert im Fjord zu versenken. Da er aber auftrieb und schwamm, wurde er unter großer Pracht in der Gemeinde begraben. Seitdem ist der Legende nach der 15. Mai sein Feiertag.
Sein Verwandter, König Harald Sigurdsson, ließ ihn exhumieren und in die Marienkirche des neugegründeten Oslo bringen, wo er hinter dem Hochaltar in einem kostbaren Schrein begraben liegt.